# چاه بوناک
چاه بوناک یک منطقهٔ مسکونی در ایران است که در دهستان میغان واقع شده‌است. چاه بوناک ۱۲ نفر جمعیت دارد.